# Daniele Amfitheatrof
Daniele Amfitheatrof, geborener Daniil Alexandrowitsch Amfiteatrow, russisch Даниил Александрович Амфитеатров (* 29. Oktober 1901 in Sankt Petersburg, Russisches Kaiserreich; † 7. Juni 1983 in Rom, Italien) war ein russisch-amerikanischer Komponist, Orchesterleiter und Filmkomponist, seit 1939 regelmäßig tätig beim US-amerikanischen Film.

## Leben
Amfitheatrof, Sohn des Historikers Alexander Amfiteatrow (1862–1938), hatte am Königlichen Konservatorium von Rom Musik studiert und dirigierte gastweise sinfonische Orchester in Prag, Rom, Budapest, Wien und anderen europäischen Metropolen. Bei den Rundfunkanstalten von Genua und Triest wurde Amfitheatrof von 1929 bis 1932 als künstlerischer Leiter eingesetzt. Anschließend wirkte er fünf Jahre lang in Turin, für die Radiotelevisione Italiana wie auch am Teatro di Torino. Seit 1937 war Daniele Amfitheatrof auch in amerikanischen Opernhäusern (unter anderem in Minneapolis und Boston) tätig.
Während eines Aufenthaltes in Rom 1934 bat ihn Max Ophüls, die Filmmusik zu seiner Komödie Eine Diva für alle zu komponieren. Diese Arbeit blieb zunächst der einzige Abstecher zur Filmbranche, bis sich Amfitheatrof seit Ankunft in den USA regelmäßig dem Film verschrieb. Dort zeigte er sich, seit 1944 US-Staatsbürger, als fähiger Komponist von Untermalungsmusiken dramatischer bzw. melodramatischer Hollywoodstreifen. Bei zahlreichen seiner Arbeiten bis 1943 wurde er namentlich nicht genannt. Für seine Leistungen zu Seine Frau ist meine Frau und Onkel Remus’ Wunderland wurde Amfitheatrof 1946 respektive 1948 für den Oscar nominiert.

## Werke (Auswahl)
- Poema del mare [Gedicht des Meeres], sinfonische Dichtung, Erstveröffentlichung: Ricordi, Milano, 1927, Satzbezeichnungen: I Il richiamo dei tritoni [Der Ruf der Tritonen] II Giuoco di delfini [Spiel der Delfine] III Notturno IV Alba sul mare [Morgendämmerung über dem Meer] Anmerkungen: Sinfonisches Gedicht, arrangiert für Klavier zu vier Händen.
- Andante per violoncello (o violino) e pianoforte, Musik für Violoncello oder Violine und Klavier, Erstveröffentlichung: G. Ricordi, Milano, 1929
- Sonata Fantasia Ritorno alla natura  [Rückkehr zur Natur] für Violine und Klavier, Erstveröffentlichung: Ricordi & C., Milan, 1930
- Klaviertrio, 1934, Erstveröffentlichung: Suvini-Zerboni, Milano, 1934
- Preludio ad una messa da requiem per orchestra [Vorspiel zu einer Requiem-Messe für Orchester], 1933/1934, Erstveröffentlichung: Edizioni Suvini Zerboni, Milano, 1934
- Cinderella's Ice Carnival. Satzbezeichnungen: I March II. Nocturne III Scherzo, Musik für Orchester, Fassung für Klavier zu vier Händen, Erstveröffentlichung: Leo Feist, 1939

## Filmografie (Auswahl)
- 1934: Eine Diva für alle (La signora di tutti)
- 1940: Der Draufgänger (Boom Town)
- 1941/45: I Was a Criminal
- 1942: Calling Dr. Gillespie
- 1942: Dr. Gillespie’s New Assistant
- 1943: Dr. Gillespie’s Criminal Case
- 1943: Heimweh (Lassie Come Home)
- 1943: Cry Havoc
- 1944: Days of Glory
- 1944: Ich werde dich wiedersehen (I’ll Be Seeing You)
- 1945: Seine Frau ist meine Frau (Guest Wife)
- 1946: O.S.S.
- 1946: Der Mann aus Virginia (The Virginian)
- 1946: Onkel Remus’ Wunderland (Song of the South)
- 1946: Der Todesreifen (Suspense)
- 1947: Ivy
- 1947: The Beginning or the End?
- 1947: Der Senator war indiskret (The Senator Was Indiscreet)
- 1947: Briefe aus dem Jenseits (The Lost Moment)
- 1947: Singapur (Singapore)
- 1948: Brief einer Unbekannten (Letter from an Unknown Woman)
- 1948: Aus dem Dunkel des Waldes (Another Part of the Forest)
- 1948: Startbahn ins Glück (You Gotta Stay Happy)
- 1948: An Act of Murder
- 1948: Der Mann ohne Gesicht (Rogues’ Regiment)
- 1949: Sand
- 1949: Blutsfeindschaft (House of Strangers)
- 1949: Lady Windermeres Fächer (The Fan)
- 1950: Gesetzlos (Backfire)
- 1950: Im Solde des Satans (The Damned Don’t Cry)
- 1950: Fluch des Blutes (Devil’s Doorway)
- 1950: Flammendes Tal (Copper Canyon)
- 1951: Die Gefangene des Ku-Klux-Klan (Storm Warning)
- 1951: Insel der zornigen Götter (Bird of Paradise)
- 1951: Rommel, der Wüstenfuchs (The Desert Fox: The Story of Rommel)
- 1951: Verfolgt (Tomorrow Is Another Day)
- 1951: Goodbye Mr. Fancy
- 1952: Skandal um Patsy (Scandal at Scourie)
- 1953: Hölle der Gefangenen (Devil’s Canyon)
- 1953: Wenn die Marabunta droht (The Naked Jungle)
- 1954: Lebensgier (Human Desire)
- 1954: Day of Triumph
- 1955: Das Komplott (Trial)
- 1955: Die letzte Jagd (The Last Hunt)
- 1956: Flamenca – ein Amerikaner in Spanien (Spanish Affair)
- 1957: Weib ohne Gewissen (The Unholy Wife)
- 1957: Schieß zurück, Cowboy (From Hell to Texas)
- 1957: Fräulein (Fraulein)
- 1959: Der Mann aus Arizona (Edge of Eternity)
- 1959: Die Dame und der Killer (Heller in Pink Tights)
- 1964: Sierra Charriba (Major Dundee)
- 1966: Time Tunnel (Fernsehserie)